# Žako liberijský
Žako liberijský (Psittacus timneh, Fraser, 1844), také nazýván papoušek žako liberijský či žako šedý liberijský je zástupce rodu žako. Žije na jihozápadě regionu západní Afrika.

## Výskyt
Žako liberijský se vyskytuje na jihozápadě regionu západní Afrika, jmenovitě ve státech Pobřeží slonoviny, Guinea, Libérie, Sierra Leone, Mali a Guinea Bissau.

## Popis
Žako liberijský dosahuje výšky 28–33 centimetrů a hmotnosti 275–375 gramů. Peří žaka šedého liberijského je hlavně skvrnitě šedé. Má světle žluté oči. Ve srovnání s jediným dalším uznávaným druhem rodu Psittacus žakem šedým je liberijský žako menší, tmavší, s matným tmavě karmínovo-vínovým ocasem. Oproti němu může být také méně nervózní, k lidem otevřenější a může se naučit mluvit již v mladším věku.

## Galerie

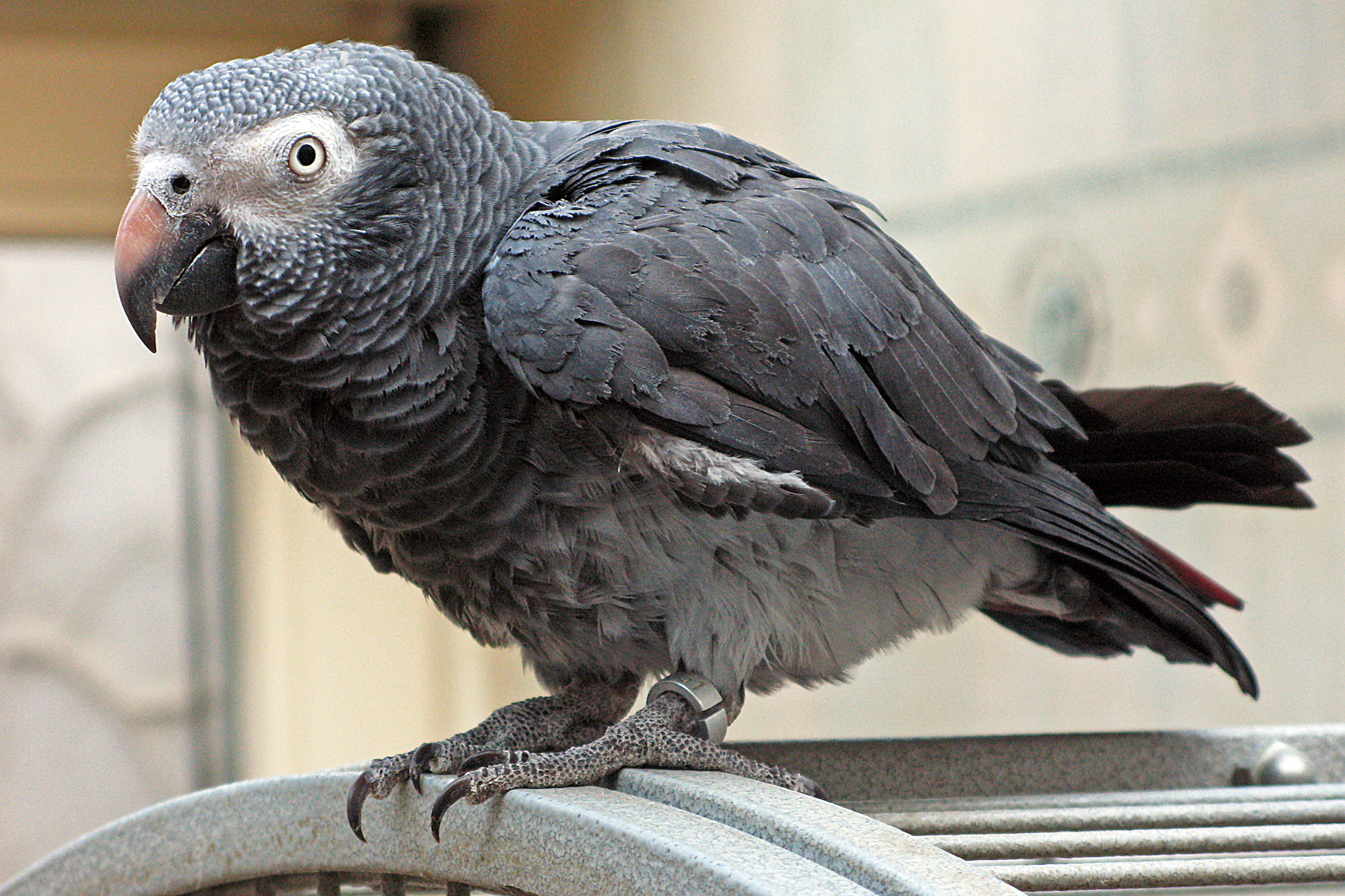
Žako liberijský
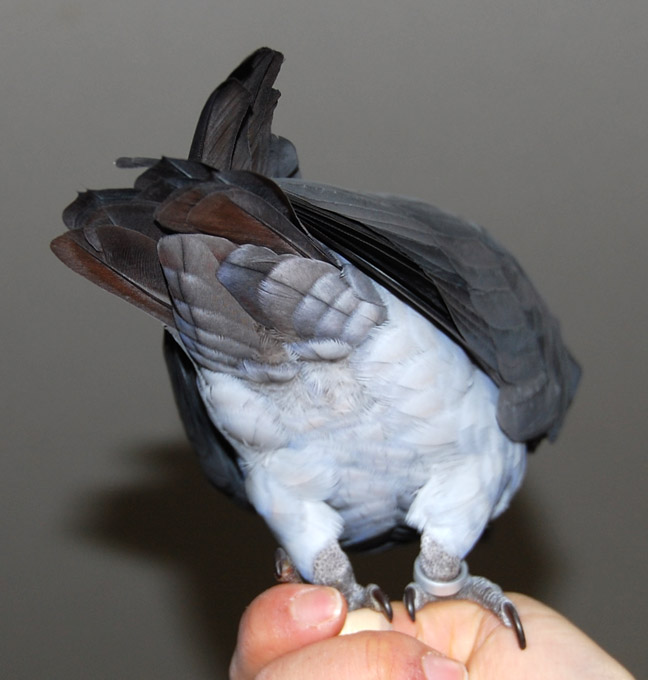
Ocas žaka liberijského
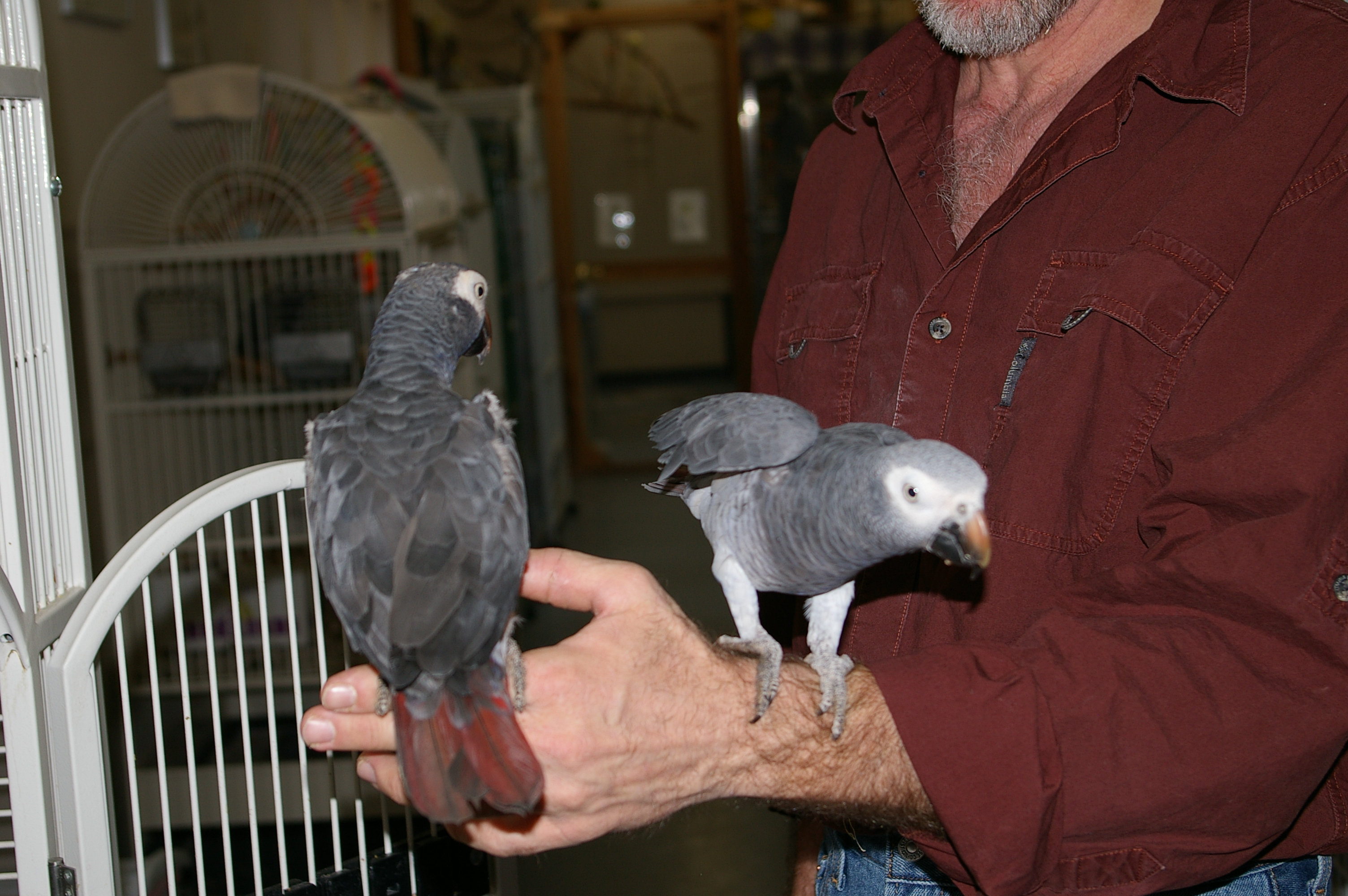
Žako liberijský
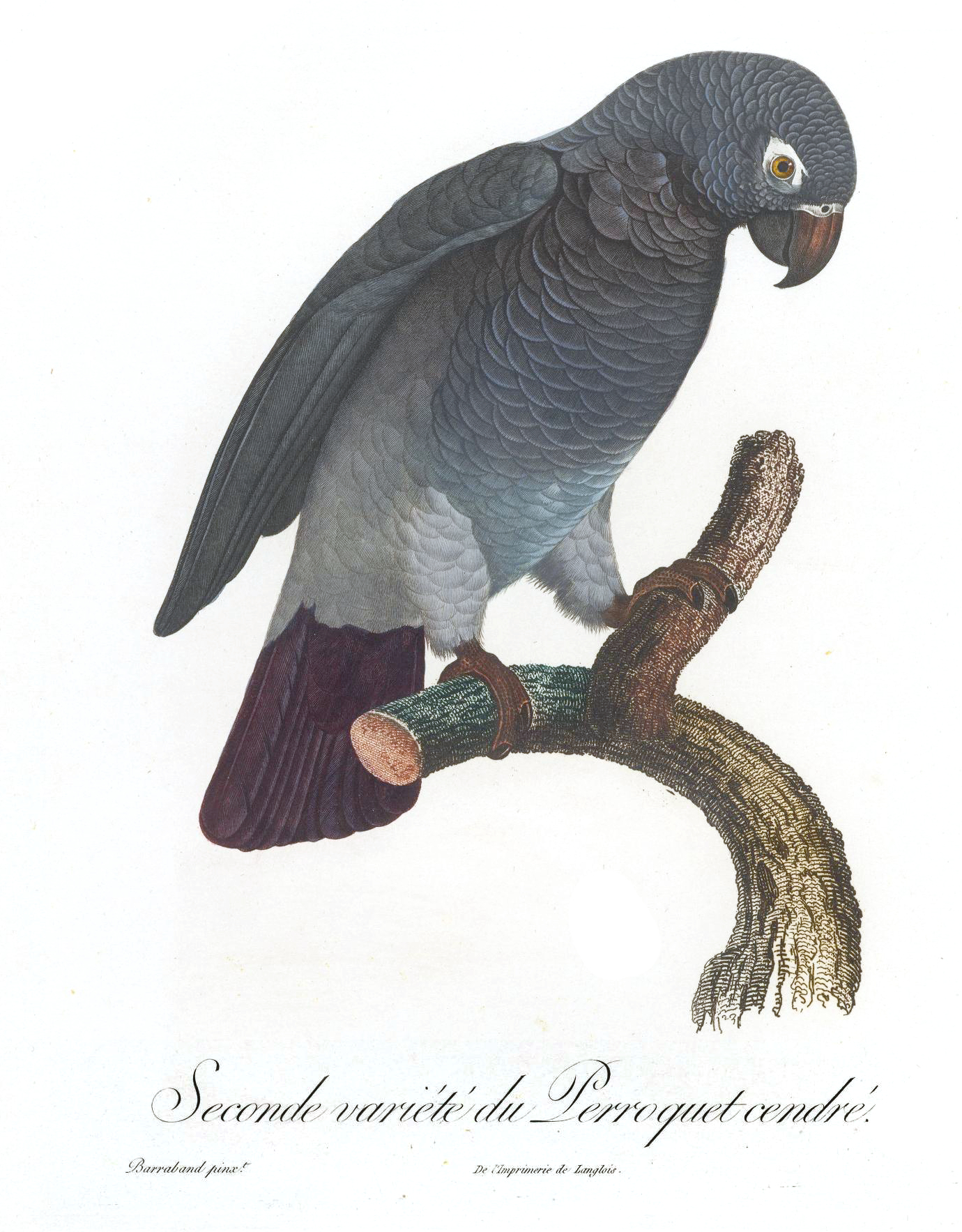
Žako liberijský
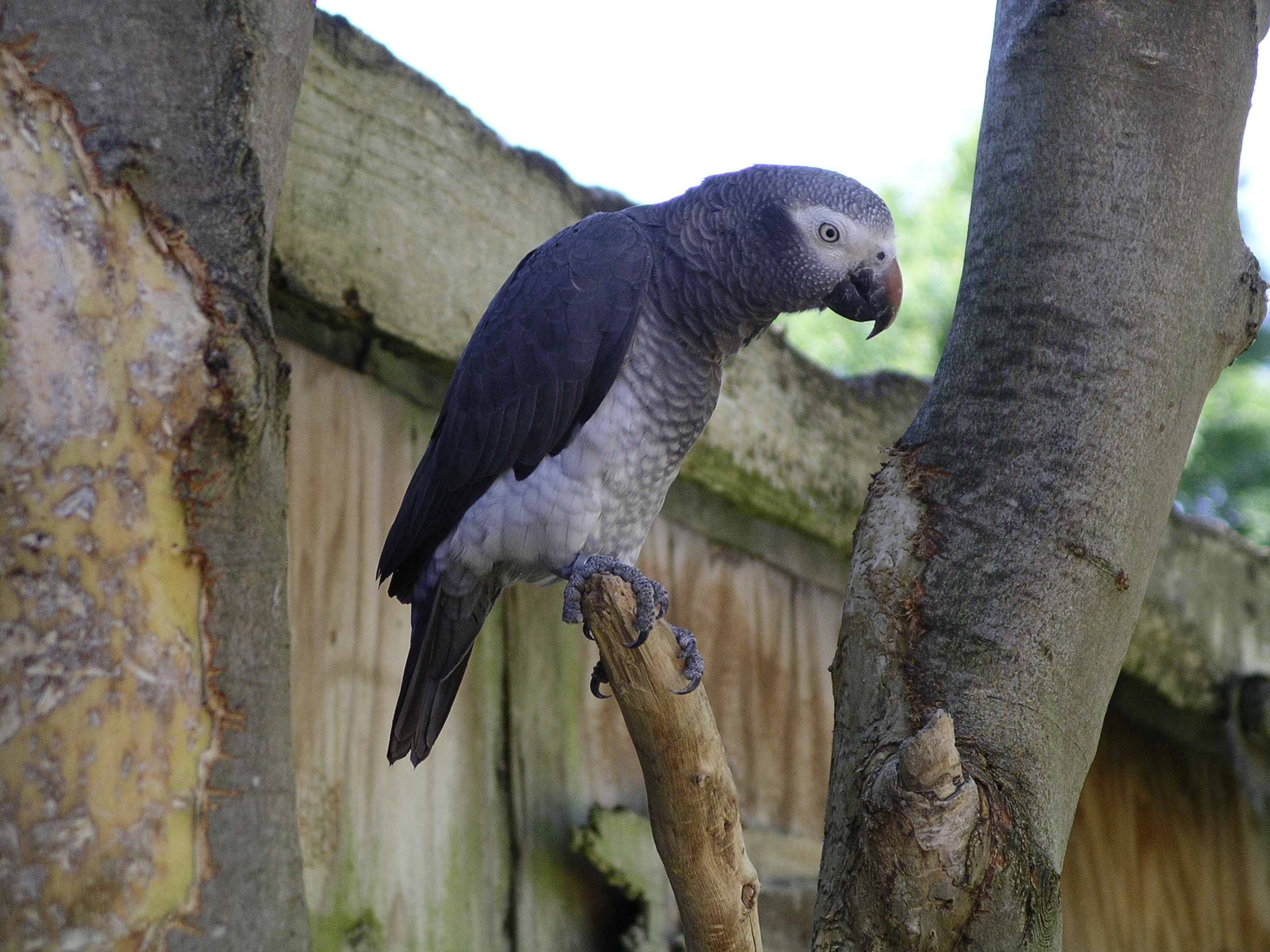
Žako liberijský